# Radio Herceg-Bosne
Radio Herceg-Bosne je radio postaja čije je sjedište u Mostaru. Uz Radioteleviziju Herceg-Bosne jedini je medij na hrvatskom jeziku u BiH na državnoj razini, a svoj program emitira već 26 godina na deset frekvencija.